# William R. Roush

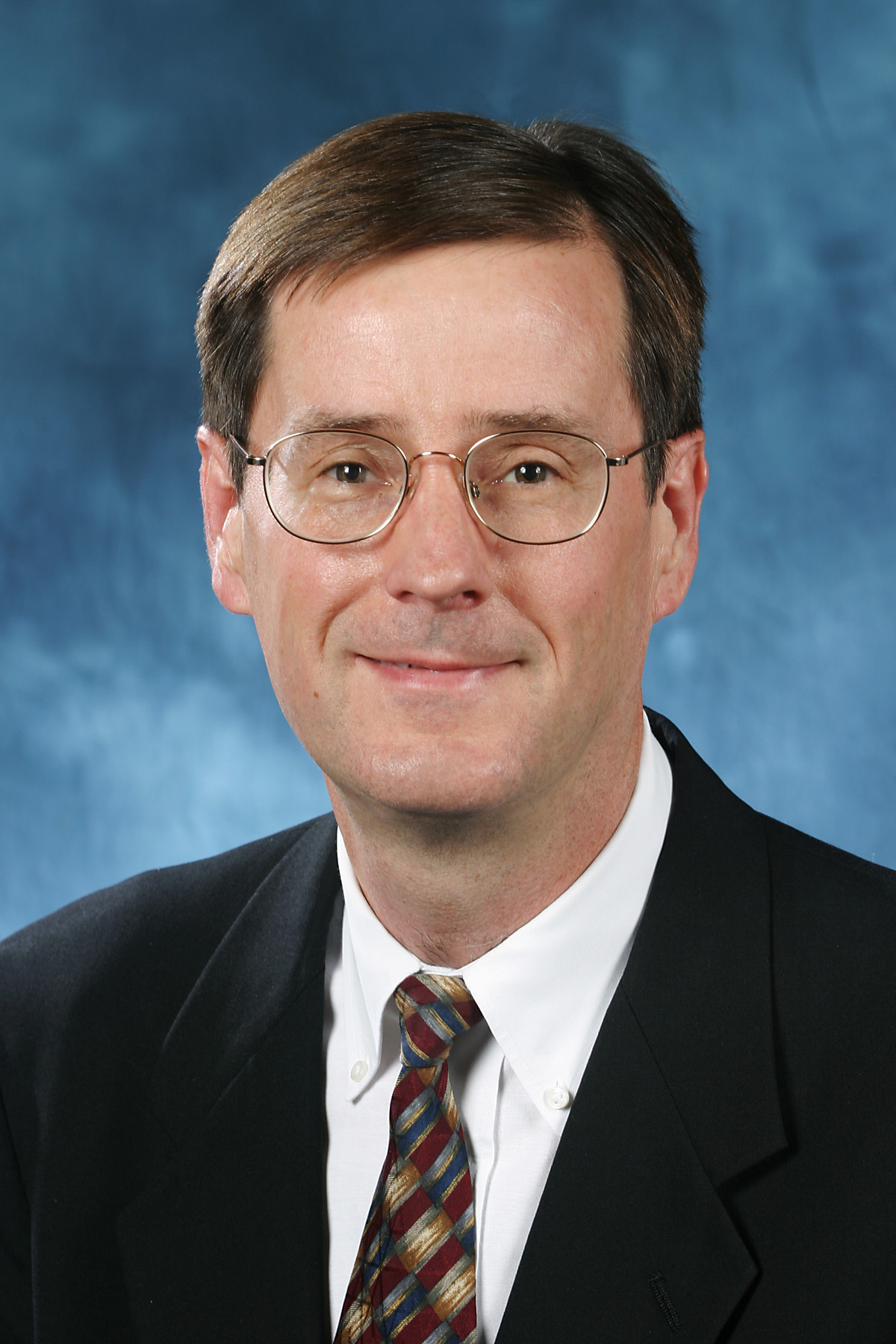
William R. Roush

William R. Roush (* 20. Februar 1952 in Chula Vista, Kalifornien) ist ein amerikanischer Chemiker. Roush ist Professor am Scripps Research Institute.

## Leben
Roush studierte an der University of California in Los Angeles und machte dort seinen Bachelor of Science im Jahr 1974. Zwei Jahre später erhielt er seinen Master-Abschluss und schließlich wurde er 1977 an der Harvard-Universität in Cambridge/Massachusetts promoviert, sein Mentor war der Nobelpreisträger Robert Burns Woodward.
Nach seinem Studium ging er bis 1987 an das Massachusetts Institute of Technology (MIT) und anschließend an die Indiana  University, wo von 1989 bis 1997 als Professor tätig war. Anschließend war er bis 2004 an der University of Michigan als Warner Lambert/Parke Davis Professor tätig. Seit 2004 ist er mit seinem Arbeitskreis auf dem Jupiter, Florida Campus des Scripps Research Institutes (TSRI) ansässig,  wo er als Professor für Chemie, und als Direktor für Medizinische Chemie arbeitet.

## Werk
Roush arbeitet auf dem Gebiet der organischen Chemie. Seine Forschungsarbeiten betreffen die Naturstoffsynthese, die Entwicklung von Synthesemethoden und die Medizinische Chemie. Er ist bekannt für seine stereochemischen Studien, Methodenentwicklungen der intramolekularen Diels-Alder-Reaktion und Untersuchungen zur stereoselektiven Synthese acyclischer Verbindungen. Deoxyglycosiden, polyhydroxylierten Naturprodukten und der Synthese von Enzyminhibitoren hat er sich ebenfalls gewidmet. Die Roush-Reaktion ist nach ihm benannt.

## Preise
- Phi Beta Kappa, 1974
- Merck Faculty Development Award, 1981
- Eli Lilly Grantee, 1981–1983
- Roger and Georges Firmenich Career Development Chair in Natural Products Chemistry (MIT), 1981–84
- Fellow of the Alfred P. Sloan Foundation, 1982–1986
- Alan R. Day Award of the Philadelphia Organic Chemist’s Club, 1992
- Arthur C. Cope Scholar Award, American Chemical Society, 1994
- ACS Akron Section Award, 1996
- Merit Award, National Institute of General Medical Sciences, 1998
- Distinguished Faculty Achievement Award, University of Michigan, 1998
- Paul G. Gassman Distinguished Service Award – ACS Division of Organic Chemistry, 2002
- ACS Ernest Guenther Award in the Chemistry of Natural Products, 2004
- Fellow, American Association for the Advancement of Science, 2006
- Fellow, American Chemical Society, 2009